# Vincent Fournier
 (mars 2023).
La mise en forme du texte ne suit pas les recommandations de Wikipédia : il faut le « wikifier ».
Les points d'amélioration suivants sont les cas les plus fréquents. Le détail des points à revoir est peut-être précisé sur la page de discussion.
- Les titres sont pré-formatés par le logiciel. Ils ne sont ni en capitales, ni en gras.
- Le texte ne doit pas être écrit en capitales (les noms de famille non plus), ni en gras, ni en italique, ni en « petit »…
- Le gras n'est utilisé que pour surligner le titre de l'article dans l'introduction, une seule fois.
- L'italique est rarement utilisé : mots en langue étrangère, titres d'œuvres, noms de bateaux, etc.
- Les citations ne sont pas en italique mais en corps de texte normal. Elles sont entourées par des guillemets français : « et ».
- Les listes à puces sont à éviter, des paragraphes rédigés étant largement préférés. Les tableaux sont à réserver à la présentation de données structurées (résultats, etc.).
- Les appels de note de bas de page (petits chiffres en exposant, introduits par l'outil «  Source ») sont à placer entre la fin de phrase et le point final[comme ça].
- Les liens internes (vers d'autres articles de Wikipédia) sont à choisir avec parcimonie. Créez des liens vers des articles approfondissant le sujet. Les termes génériques sans rapport avec le sujet sont à éviter, ainsi que les répétitions de liens vers un même terme.
- Les liens externes sont à placer uniquement dans une section « Liens externes », à la fin de l'article. Ces liens sont à choisir avec parcimonie suivant les règles définies. Si un lien sert de source à l'article, son insertion dans le texte est à faire par les notes de bas de page.
- La présentation des références doit suivre les conventions bibliographiques. Il est recommandé d'utiliser les modèles {{Ouvrage}}, {{Chapitre}}, {{Article}}, {{Lien web}} et/ou {{Bibliographie}}. Le mode d'édition visuel peut mettre en forme automatiquement les références.
- Insérer une infobox (cadre d'informations à droite) n'est pas obligatoire pour parachever la mise en page.

Pour une aide détaillée, merci de consulter Aide:Wikification.
Si vous pensez que ces points ont été résolus, vous pouvez retirer ce bandeau et améliorer la mise en forme d'un autre article.
Vincent Fournier (né en 1970 à Ouagadougou) est un artiste photographe français,, dont le travail explore les imaginaires du futur, celui d’hier et celui qu’on imagine pour demain : l’aventure spatiale avec la série Space Project , les robots humanoïdes The Man Machine,,, les architectures utopiques Brazilia et Kosmic Memories ,,,, la réinvention du vivant Post Natural History et Auctus animalis,. Sa vision est nourrie de souvenirs d’enfance, dont les visites au Palais de la Découverte qui évoquent le « merveilleux scientifique ». Si la photographie reste son medium de prédilection, l’impression 3D, la vidéo ou les installations viennent parfois accompagner certains projets. Les images de Vincent Fournier sont mises en tension par des oppositions qui viennent troubler le regard : réalité/fiction, logique/ absurde, passé/futur, magie/science, naturel/artificiel.Vincent Fournier explore la fiction futuriste et découvre dans notre présent, ou dans le passé, des « éclats d’avenir ».

## Biographie
Après une licence et une maîtrise en Sociologie et en Cinéma à l'université de Montpellier, il étudie à l'École nationale supérieure de la photographie à Arles et obtient son diplôme en 1997. Il vit et travaille à Paris.
Ses œuvres font partie de plusieurs collections permanentes, notamment : Metropolitan Museum of Art (MET) à New York,,, Centre Pompidou Paris, Fondation Mast Bologne, Collection Dragonfly du Domaine des Etangs à Massignac,,, Collection LVMH avec le Bon Marché à Paris, Collection Baccarat New-York, Vontobel Art Collection Zurich, Musée des Ursulines Mâcon, Fondation Bullukian Lyon et le Musée de la Chasse et de la Nature.
Il a participé à plusieurs expositions collectives majeures comme The Universe and Art aux musées Mori Art Tokyo et Art Science Museum Singapour, Unknown Unknowns An Introduction to Mysteries  à la Triennale de Milan,, Art et Science Fiction, les portes du possible au Centre Pompidou Metz ainsi que des expositions personnelles au Museo d’Arte Moderna di Bologna (MAMbo) pendant Foto Industria ou les Rencontres d’Arles. Il a également collaboré notamment avec Louis Vuitton (Nicolas Ghesquière),, Le Bon Marché (Paris), Hôtel Baccarat New York (Gilles&Boissier), Isetan Tokyo, XPeng (Chine) ou encore pour le film The Amazing Spider-Man : Le Destin d'un héros avec Columbia Pictures.
Vincent Fournier était l’invité du MET pour une présentation publique de son travail à l’occasion de la conférence In Our Time – A Year of Architecture in a Day en 2019. En 2022, Il obtient le Prix Swiss Life à 4 mains et en 2023 avec le série Auctus animalis,  et France Musique l’invite pour l'émission La 4 saisons n’est pas qu’une pizza. En 2023, le Musée de la Chasse et de la Nature lui consacre une exposition personnelle intitulée Uchronie.

## Acquisitions Musées et Fondations
- The MET – Metropolitan Museum of Arts in New York[45].
- Centre POMPIDOU, Paris[18].
- Musée de la Chasse et de la Nature[28].
- Fondation Bullukian, Lyon, France[27].
- MAST Foundation in Bologna (Foto Industria)[46].
- Musée des Ursulines de Mâcon, France[19].
- The St John of God Art Collection Western.
- The LVMH Contemporary Art Collection[23].
- Domaine des Etangs Dragonfly collection (Primat – Schlumberger), Massignac[20],[21],[22].
- Baccarat Hotel Collection, New York, États-Unis[37],[10].
- Science Gallery in Dublin[47].

## Sélection d’expositions

### 2006
- Foire Art Paris, Grand Palais, Paris, France[48].

### 2007
- Abu Dhabi Art fair, Émirats arabes unis.
- Leonard Street Gallery, show de groupe, The New Landscape, Londres, Royaume-Uni.

### 2008
- Festival Image’08, show de groupe, Vevey, Suisse[49].

### 2009
- Marunouchi Gallery, Space Project, show solo, Tokyo, Japon[50]
- Philipps de Pury & C°, Contemporary Photographs auction, Londres, Royaume-Uni[51]
- Tokyo Art Fair, Tokyo, Japon[28].

### 2010
- The Empty Quarter Gallery, Space Project, show solo, Dubaï, Émirats arabes unis.
- 27AD, Tour Operator, show solo, Milan, Italie.
- Mouvement Art Public, Montréal, Canada.
- Miart, Milan Art Fair, Italie.
- Shanghai Art Fair, Chine.
- Tokyo Art Fair, Tokyo, Japon[28].
- Taipei Photo, Taïwan.
- London Art Fair, Londres, Royaume-Uni[52]
- The Step Gallery,  Space Project, show solo, Londres, Royaume-Uni[53].

### 2011
- Clic Gallery, Space Project, show solo, New York, États-Unis[54]
- Bergamo Art Fair, 27AD Gallery, Italie.
- Taipei Photo, Marunouchy Gallery, Tapei[55]
- NoFound Photofair, The Contemporary Photography Fair, Paris[56]
- Imagine Science Film Festival, New York, États-Unis[57]
- A Theatre For Constructed Ecologies, show de groupe, Berlin, Allemagne[58]

### 2012
- Les Rencontres d'Arles, show solo, Arles, France Past Forward, Acte2 Galerie, Paris, France[34]
- Joye Gallery,  The Man Machine, show solo, Bruxelles, Belgique[59]

### 2013
- Le Centre de la Photographie de Genève, False Fake, show de groupe, Suisse
- Le Centre d’Art Contemporain de Pontmain, La Science à l’œuvre, show de groupe, France[60]
- Science Museum/Fabrica, The Man Machine, show solo, Moscou, Russie.
- Netherlands Architecture Institute, Bio design, show de groupe, Rotterdam, Pays-Bas[61]
- Science Gallery, Grow Your Own, show de groupe, Dublin, Irlande.
- The Ravestijn Gallery, Post Natural History, show solo, Amsterdam, Pays-Bas[62].

### 2014
- Diesel Art Gallery, Past Forward, show solo, Tokyo, Japon.
- Centre 798 Art Zone / Thinking Hands, Space Project, show solo, Pékin, Chine.
- Z33 House for Contemporary Art, Space Odyssey 2.0, show de groupe, Hasselt, Belgique.
- The Ravestijn Gallery, Past Forward, show solo, Amsterdam, Pays-Bas[63]
- Architekturforum Aedes,  Space Project, show solo, Berlin, Allemagne[64]
- Quai 1, Post Natural History, show solo, Vevey, Suisse
- Biennale Internationale de la Photographie et des Arts Visuels, Liège, Belgique.
- Festival Cortona On the Move, Italie.
- Festival Kyotographie, Kyoto, Japon[65].
- Festival Getxophoto, Bilbao, Espagne.
- Magasin, Le Bon Marché, show solo, Brasilia, Paris, France[23].

### 2015
- La Galerie, Post Natural History, show solo, Hong Kong.
- Art Central fair, La Galerie, Hong Kong.
- Amsterdam Art Fair, The Ravestijn Gallery, Amsterdam, Pays-Bas[66]

### 2016
- Mori Art Museum, The Universe and Art, show de groupe, Tokyo, Japon[29].
- New Square Gallery, Past Forward, show solo, Lille, France[67]
- Perth Centre for Photography Post Natural History, show solo, Perth, Australie[68]
- Alliance Française, Post Natural History, show solo, Melbourne, Australie.
- PAD Paris Art Fair, gallery [Perpitch&Bringand], France[69].
- Spazio Nobile Gallery, Post Natural History, show solo, Bruxelles, Belgique[70].

### 2018
- Bologna Museum of Modern Art, Mambo, Foto Industria, Fondazione MAST, show solo Space Project, Bologne, Italie[33]
- Centre Pompidou, Imprimer le Monde, show de groupe, Paris, France[18]
- Vitra Design Museum, Hello, Robot, show de groupe, Weil am Rhein, Allemagne[71]
- Australian Center for Photography (ACP), Archeology of the Future, show solo, Sydney, Australie.
- ArtScience Museum, The Universe and Art, show de groupe, Singapour.
- MAK, Austrian Museum of Applied Arts / Contemporary Art, Hello, Robot, show de groupe, Vienne, Autriche.

### 2019
- Fondation Bullukian, Space Utopia, Lyon[27]
- The Ravestijn Gallery, Amsterdam, Space Utopia, Pays-Bas[63]
- Domaine des Etangs, Space Utopia, France.
- Spazio Nobile, Brasilia – A Time Capsule, Bruxelles, Belgique[70].
- MET – The Metropolitan Museum of Art, Presentation de Space Project pour l’évènement In Our Time: A Year of Architecture in a Day, New York, États-Unis[40].
- Musée d’Art Moderne et Contemporain de Saint-Étienne, Le Cerveau-Nuage, exposition Design et merveilleux[72]
- Mori Art Museum, Tokyo, The Future and Arts, Japon[29].
- Center for Contemporary Art, Pékin, Civilization, The Way We Live Now.
- Ballarat International Foto Biennale, To the Moon and back, Australie[73].
- Royal Museums Greenwich, Moonlight – 50 Years of Photographing the Moon, Londres, Royaume-Uni et Suède[48].
- FOMU – the museum of photography in Antwerp, Maan/ Moon, Anvers, Belgique.
- Photo Brussels Festival, Post Natural History, Bruxelles, Belgique[74].
- Biennale of Architecture (UABB), Space Project, Shenzhen, Chine.

### 2020
- Le Kiosque, Space Utopia, Nantes, France[75].
- The Cuturi Gallery, Past Forward, Singapour[62].
- La Galerie 1839, Future Classic, Hong Kong[76].
- Atelier Jespers, Brasilia – Modernist Utopia, Bruxelles, Belgique.
- Shanghai Center of Photography (SCoP), People and Places, Shanghai, Chine[77]
- Gallery GONGBECH, After the Raibow, Corée.

### 2021
- Musée des Beaux Arts des Ursulines, Post Natural History, Mâcon, France[26].
- MUCEM, Civilization, Marseille, France[78].
- Gallery GONGBECH, After the Rainbow, Corée[79].

### 2022
- Prix Swiss Life à 4 mains[80].
- Triennale de Milan[24],[81],[82]
- Kyotographie[65].
- Centre Pompidou, Metz
- Galerie 1839, Hong Kong[83].
- Galerie Provost et Hacker, Lille[84].
- Centre Claude Cahun, Nantes[85].
- Paris Photo, Éditions Filigranes[86].

### 2023
- Cité Musicale-Metz, l’Arsenal, Metz, France[87]
- Les Rencontres d'Arles[34]
- Uchronie, du 11 avril au 27 septembre, Paris, Musée de la Chasse et de la Nature[44].
- PAD Paris, galerie Spazio Nobile.
- Photofairs Shanghai, galerie Dumonteil.
- Claire Gastaud, Clermont-Ferrand, France[88]
- Spazio Nobile, Bruxelles, Belgique[89]

## Collaborations
- New York Baccarat Hotel, 2014 — 9 sculptures par impression 3D de la série Les Fleurs de Chair disposées[37].
- Isetan et Diesel, Tokyo 2014 — Création d’une installation à partir d’une sélection d’images de la série Space Project pour la marque Diesel et les grands magasins Isetan à Shibuya, Tokyo[38].
- Le Bon Marché, Paris 2013 — Exposition de la série Brasilia dans l’espace du magasin[23].
- The amazing Spider-Man II, Columbia Pictures 2013 — La série Post Natural History est présentée dans les bureaux du personnage principal Oscorp.

## Livres
- Uchronie, Filigranes Éditions, Paris, 2023
- Auctus animalis, Filigranes Éditions, Paris, 2022
- Post Natural History, Noeve, Paris, 2019[90],[91].
- Space Utopia, Noeve, Paris, 2018[92].
- Past Forward, 360°, Anvers, 2012.
- Brasilia, Be Poles, Paris, 2012.
- Space Project, Verlhac, Paris, 2008.
- Tour Operator, AD, Bruxelles, 2007.

## Apparitions
Vincent Fournier a été cité dans de nombreux magazines comme : AD, Art Press, Connaissance des Arts, Dazed&Confuzed, Esquire Japan, European Photography, GQ Japan, HotShoe, Icon, Internazionale, Marie Claire Italie, MIR Russie, Mixte, Nowness, Officiel Art, Outlook China, Le Point, The Sartorialist, The Times, The Daily Telegraph, The Sunday Times, Wallpaper, Wired (Allemagne, Italie, Royaume-Uni, États-Unis).